# 群光電子
群光電子股份有限公司是一家台灣的電子公司，1983年在台北創立，產品線包括輸入設備（鍵盤、無線鍵盤）、電源供應器及數位影像產品（數位相機、個人電腦鏡頭及數位攝影機鏡頭）等，也是個人電腦及筆記式電腦主機板的知名製造商。
目前被納入台灣證券交易所「台灣中型100指數成分股」之一，且連續三年獲得天下雜誌評選為台灣百大製造業，公司於1983年在台北創立，公司總部原設於新北產業園區（原五股工業區），已於2016年底遷入位於三重區的群光電子總部大樓。
2006年時於中國大陸蘇州、中國大陸東莞、中國大陸重慶、捷克等地都有設廠，持續生產上述電子相關產品。
在2009年時的營業據點除台灣外，還包括澳洲、巴西、加拿大、中國、智利、德國、愛爾蘭、日本、墨西哥、菲律賓、新加坡、泰國、英國、美國等。

## 外部連結
- 群光電子 （页面存档备份，存于）